# (45027) Cosquer
(45027) Cosquer est un astéroïde de la ceinture principale.

## Description
(45027) Cosquer est un astéroïde de la ceinture principale. Il fut découvert par Stefano Sposetti le 28 novembre 1999 à Gnosca. Il présente une orbite caractérisée par un demi-grand axe de 2,735 UA, une excentricité de 0,062 et une inclinaison de 56,123° par rapport à l'écliptique.
Il fut nommé en hommage au plongeur professionnel Henri Cosquer qui découvrit près de Marseille la grotte qui porte son nom et dont l'entrée est accessible à 37 mètres sous la mer.

## Compléments